# Plymouth Fury (B-Body)
Der Plymouth Fury der Modelljahre 1975 bis 1978 war ein Fahrzeug der zum Chrysler-Konzern gehörenden amerikanischen Automarke Plymouth, das auf der sogenannten B-Plattform basierte und in der Mittelklasse angesiedelt war. Es war der Nachfolger des Plymouth Satellite.

## Hintergrund
Chrysler befand sich Mitte der 1970er-Jahre in einer wirtschaftlich schwierigen Lage. Der Konzern hatte 1974 eine neue Generation von Full-Size-Modellen auf der C-Plattform vorgestellt und benötigte ergänzend hierzu auch in der Mittelklasse ein neues Fahrzeug. Zwar befand sich die hierfür vorgesehene M-Plattform bereits in der Entwicklung, die Fertigstellung verzögerte sich allerdings, sodass der auf dem M-Body beruhende Chrysler LeBaron und sein Zwilling Dodge Diplomat erst 1977 eingeführt werden konnten. Bis dahin mussten die Chrysler-Marken Dodge und Plymouth in der Mittelklasse mit den bekannten, auf der B-Plattform beruhenden Modellen auskommen, deren Technik bis in die 1960er-Jahre zurückreichte. Bereits von 1962 bis 1964 basierte der Fury auf dieser Plattform.
Plymouths jüngster Ableger der B-Plattform war von 1971 bis 1974 der Satellite, der als Limousine, Coupé und Kombi mit einem der sogenannten Fuselage-Linie folgenden Design angeboten wurde. Der Satellite war das Parallelmodell des weitgehend baugleichen Dodge Coronet.
Um den Satellite für die folgenden drei Modelljahre weiterhin attraktiv erscheinen zu lassen, entschied sich das Plymouth-Management für einen Marketing-Trick. Das nur unwesentlich veränderte Auto erhielt für das Modelljahr einen neuen, prestigeträchtigen Namen: es wurde in Plymouth Fury umbenannt. Fury war seit den späten 1950er Jahren die traditionelle Modellbezeichnung für Plymouths teure Full-Size-Modelle gewesen. Der bisherige große Fury wurde gleichzeitig zum Gran Fury. Mit der Herunterstufung des Namens Fury ging die nominelle Aufwertung der Mittelklassemodelle einher. Der Chrysler-Konzern wiederholte diesen Schritt zwei Jahre später, als er den Dodge Coronet zum technisch und äußerlich kaum veränderten Dodge Monaco werden ließ. Der Fury blieb bis 1978 im Programm.

## Modellgeschichte

### Design

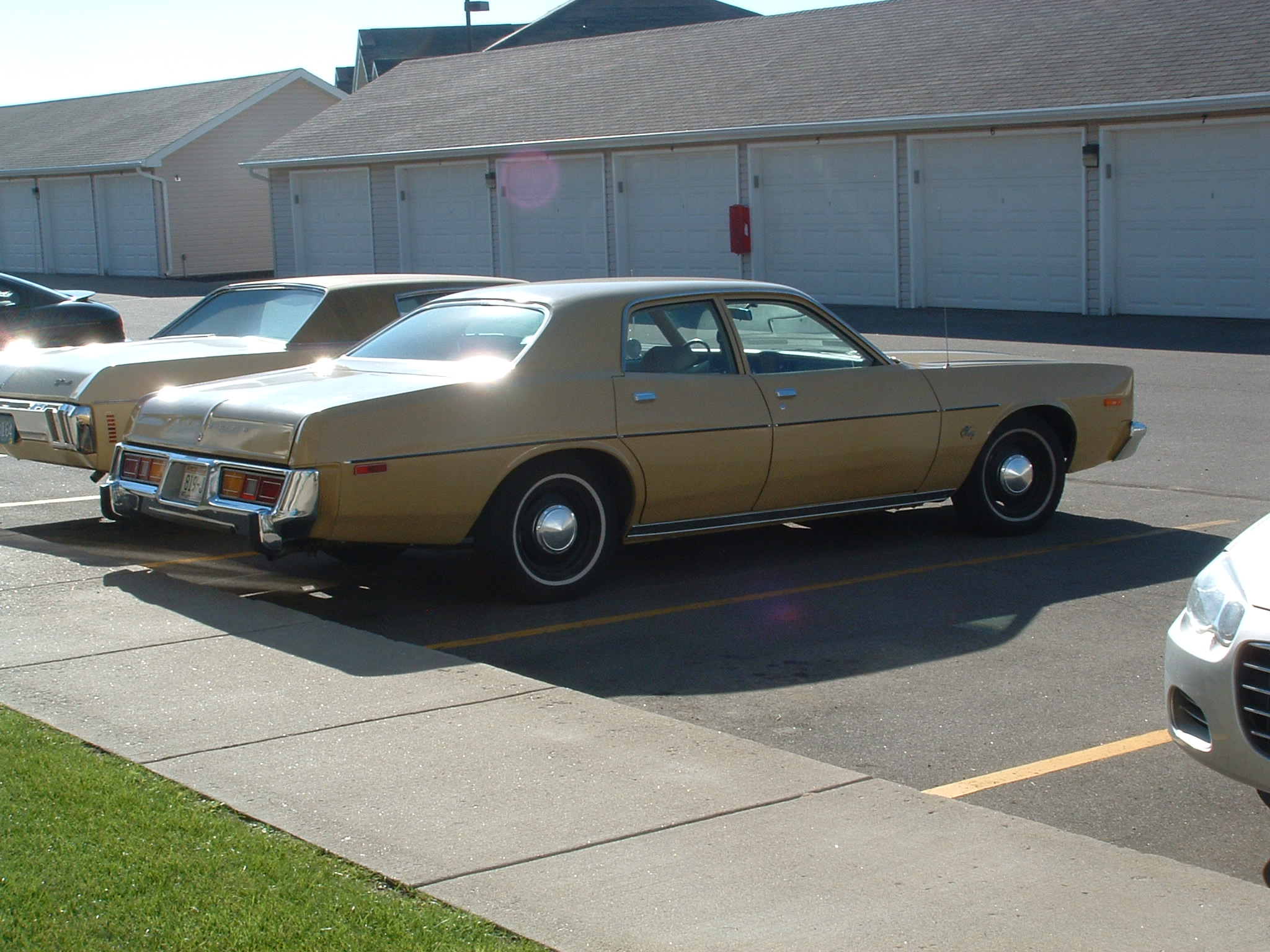
Geht auf den Plymouth Satellite von 1971 zurück: Die Heckpartie des Plymouth Fury

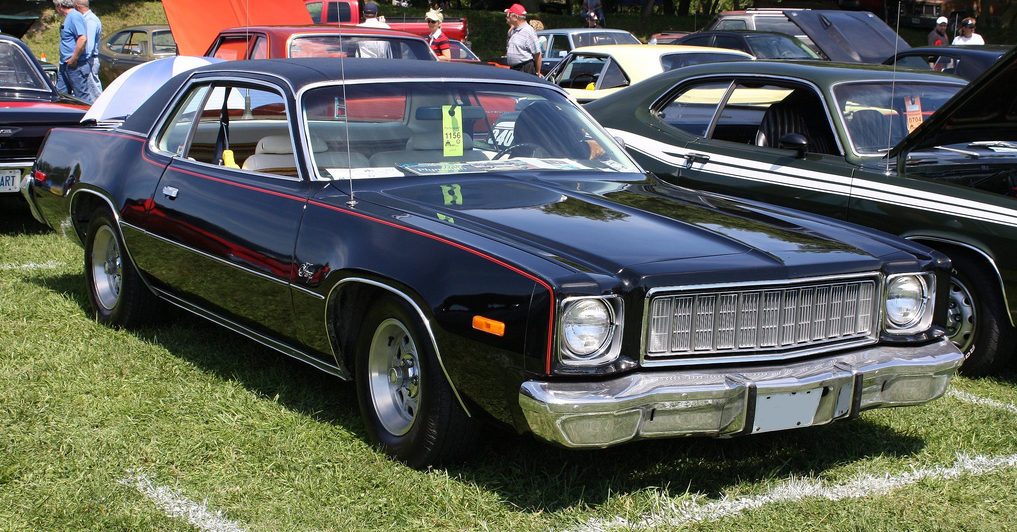
Plymouth Fury Coupé (1975)

Der 1975 vorgestellte Plymouth Fury Limousine war stilistisch weitgehend mit dem bis 1974 produzierten Plymouth Satellite identisch. Wesentlichstes äußeres Unterscheidungsmerkmal waren die neu arrangierten Scheinwerfer: Anstellte runder, in den Grill integrierter Doppelscheinwerfer trug der Fury von 1975 bis 1976 große, einzelne Rundscheinwerfer. Der Fury war der erste Plymouth seit 1966, der keine Doppelscheinwerfer trug. Die Blinker befanden sich in den Stoßstangen. Auch der Kombi entsprach im Wesentlichen dem bisherigen Satellite.
Neu gestaltet war hingegen das zweitürige Hardtop-Coupé: Während das Satellite-Coupé mit einem Fließheckaufbau versehen war, hatte die zweitürige Version des Fury ein klassisches Stufenheck mit großem Kofferraum. Auch diese Version war parallel bei Dodge erhältlich. Sie bildete zudem die technische Grundlage für den 1975 eingeführten Chrysler Cordoba und dessen Zwilling Dodge Charger S/E.
Zum Modelljahr 1977 erfuhr der Fury eine stilistische Überarbeitung, die sich in erster Linie an der Frontpartie bemerkbar machte. Einer Mode der Zeit folgend, erhielten als Karosserieversionen rechteckige, übereinander angeordnete Doppelscheinwerfer. In dieser Form, die der Dodge Monaco zur gleichen Zeit annahm, blieb der Fury bis 1978 im Programm.

### Technik
Der Fury basierte wie schon sein Vorgänger auf einem Kastenrahmen. Die Vorderradaufhängung bestand aus Querlenkern und Torsionsfedern, hinten verfügte das Auto über eine blattgefederte Starrachse.
Die Motorisierung bestand aus einem Reihensechszylinder und mehreren Achtzylinder-V-Motoren mit unterschiedlichem Hubraum. Der größte Motor, ein Achtzylinder mit 7,2 Litern Hubraum, war der Polizei vorbehalten. Die beiden kleinsten Motoren konnten wahlweise mit einem manuellen Dreiganggetriebe geliefert werden; alle anderen Motoren waren serienmäßig mit einer TorqueFlite-Dreigangautomatik verbunden.
| Motorisierungen des Plymouth Fury | Motorisierungen des Plymouth Fury        | Motorisierungen des Plymouth Fury | Motorisierungen des Plymouth Fury | Motorisierungen des Plymouth Fury | Motorisierungen des Plymouth Fury             |
| Modelljahr                        | 3,7 Liter R6 (Slant Six) (225 Kubikzoll) | 5,2 Liter V8 (318 Kubikzoll)      | 5,9 Liter V8 (360 Kubikzoll)      | 6,6 Liter V8 (400 Kubikzoll)      | 7,2 Liter V8 (440 Kubikzoll) Polizeifahrzeuge |
| --------------------------------- | ---------------------------------------- | --------------------------------- | --------------------------------- | --------------------------------- | --------------------------------------------- |
| 1975                              | 95 PS                                    | 135 PS 150 PS                     | 180 PS 190 PS 220 PS              | 175 PS 185 PS 190 PS 235 PS       | 215 PS                                        |
| 1976                              | 100 PS                                   | 150 PS                            | 170 PS                            | 175 PS                            | 215 PS                                        |
| 1977                              | 100 PS                                   | 145 PS 155 PS                     | 170 PS                            | 190 PS                            | 215 PS                                        |
| 1978                              | 100 PS                                   | 140 PS 155 PS                     | 170 PS                            | 190 PS                            | --                                            |

### Plymouth Road Runner
Das sportlichste Modell der Marke Plymouth trug seit 1968 die Bezeichnung Road Runner. Das nur als Coupé angebotene Auto basierte jeweils auf Plymouths Mittelklassemodellen. Von 1971 bis 1974 war der Roadrunner eine sportliche Ausführung des Satellite-Coupés gewesen und trug ein Semi-Fließheck. Im Modelljahr 1975 ging der Name Road Runner auf die zweitürige, mit einem Stufenheck versehene Version des Fury über. Der Roadrunner war in diesem Jahr serienmäßig mit einem 5,9 Liter großen Achtzylindermotor ausgestattet, der 220 PS leistete. Wahlweise war das 6,6 Liter große Triebwerk verfügbar, das 235 PS abgab und deutlich mehr Drehmoment aufwies als der kleinere Motor. Mit dem größten Motor absolvierte der Roadrunner die Beschleunigung von 0 auf 60 Meilen in 8,1 Sekunden. 1975 entstanden 7.381 Exemplare des Road Runner.
Der auf dem Fury basierende Road Runner wurde bereits nach einem Jahr wieder eingestellt. Ab dem Modelljahr 1976 wurde der Name Road Runner auf den kleineren Plymouth Volare übertragen. Hier verlor der Road Runner vollständig seine Eigenständigkeit; der Name wurde zur bloßen Bezeichnung einer Ausstattungsversion.

## Produktion
Der Plymouth Fury der Jahrgänge 1975 bis 1977 war in erster Linie ein Flottenfahrzeug, das an Großabnehmer wie Behörden und Automobilverleiher geliefert wurde. Im Vergleich zum baugleichen Dodge Coronet bzw. Dodge Monaco wurde der Fury jeweils etwa 500 $ günstiger angeboten; allerdings verfügte er über eine reduzierte Serienausstattung. Gleichwohl war der Fury erfolgreicher als das Dodge-Modell.
Der Fury konkurrierte mit dem Chevrolet Chevelle oder dem Ford Torino bzw. dessen Nachfolger LTD II.
| Produktionszahlen Plymouth Fury und seine Konkurrenten im Vergleich | Produktionszahlen Plymouth Fury und seine Konkurrenten im Vergleich | Produktionszahlen Plymouth Fury und seine Konkurrenten im Vergleich | Produktionszahlen Plymouth Fury und seine Konkurrenten im Vergleich | Produktionszahlen Plymouth Fury und seine Konkurrenten im Vergleich | Produktionszahlen Plymouth Fury und seine Konkurrenten im Vergleich |
| Modelljahr                                                          | Plymouth Fury                                                       | Dodge Coronet (1975–1976) Dodge Monaco (1975–1978)                  | Chevrolet Chevelle                                                  | Ford Torino                                                         | Ford LTD II                                                         |
| ------------------------------------------------------------------- | ------------------------------------------------------------------- | ------------------------------------------------------------------- | ------------------------------------------------------------------- | ------------------------------------------------------------------- | ------------------------------------------------------------------- |
| 1975                                                                | 109.494                                                             | 84.495                                                              | 275.521                                                             | 177.952                                                             | --                                                                  |
| 1976                                                                | 102.847                                                             | 64.895                                                              | 333.243                                                             | 193.096                                                             | --                                                                  |
| 1977                                                                | 116.165                                                             | 80.080                                                              | 328.216                                                             | --                                                                  | 232.324                                                             |
| 1978                                                                | 133.690                                                             | 54.851                                                              | --                                                                  | --                                                                  | 170.544                                                             |